# 中島優美
中島 優美（なかしま ゆみ、1979年（昭和54年）12月1日 - ）は、日本のボーカリスト、ギタリスト、作詞家、作曲家。

## 人物
- 元GO!GO!7188のギター・ボーカル[1]。バンドでは作曲を担当。バンドネームは「ユウ」。
- 現在はチリヌルヲワカのギター・ボーカルとして活動中[1]。バンドでは作曲のほか、作詞も担当する。
- 身長156cm。血液型A型。
- 左利きであるが左利き用ギターの存在を知らなかったため、右利き用のギターを使用している。
- 好きな漫画『らんま1/2』、好きなゲーム『バイオハザード』。
- 鹿児島純心女子短期大学在学中にTEENS' MUSIC FESTIVAL'98全国大会に出場した。

## 経歴
2000年、高校の同級生だったアッコと結成したバンド・GO!GO!7188でメジャー・デビュー。
2003年後半、ソロ活動を開始。
2004年3月1日、ゆう名義で1stソロアルバム『てんのみかく』を発売。全曲を制作し、サポートメンバーとして山川浩正、鈴木正人、ラマJET'Sが参加した。
2005年、チリヌルヲワカを結成。2006年、GO!GO!7188再始動。
2010年秋、GO!GO!7188のメンバー・アッコの妊娠による活動休止とともにチリヌルヲワカ再始動。
2011年5月、チリヌルヲワカのドラマー・阿部耕作が主催するイベント「マイクロ集会 0009」に出演。
2012年2月10日、自身の脱退によってGO!GO!7188解散。
2013年4月、LOVE JETS 結成14周年&ラマJET'S 結成10周年記念ライブに「LOVE JETS vs ラマJET'S feat.ユウ」として参加。
2014年11月25日、チリヌルヲワカのドラマー・阿部耕作の主催イベント「マイクロ紹介 Vol.4」で阿部の音楽ユニット・qps (キューピーズ)にボーカルとして参加。
2018年3月16日、元GO!GO!7188のドラマーだったターキーが所属するla la larksの自主企画イベント【OS X】にボーカル・ゲストとして参加。同年5月、チリヌルヲワカのメンバー・イワイエイキチがベースを担当するスクウェア・エニックスのMMORPG『ファイナルファンタジーXIV』のオフィシャルバンド・THE PRIMALSのワンマン・ライブツアーにゲスト・ボーカルとして参加。
2020年10月3日、番組のために作曲を手掛けた「ナマイキにスカート」が、新たなオープニングテーマ曲に採用された『ナマ・イキVOICE』に、のんと共に生中継で出演。同日の有料配信ライブ「NON OUCHI DE MIRU LIVE vol.4（＃のんおうちで観るライブ）」では、中島優美が「C7」「涙の味、苦い味」「やまないガール」「ナマイキでスカート」を歌う場面もあった。

## 使用機材

### エレクトリック・ギター
- Trafzck Guitar Services シグネチャーモデル

メインギター。ブルーのエスクワイアタイプ。アルダーボディ、メイプルネック、ホンジュラスローズウッド指板。ピックアップはFender Texas Special。
- Sugi guitars Rainmaker（赤）
- Fender Japan ユウモデル テレキャスター

Deluxe Nashville Teleをベースにしたユウモデル。1号機、2号機、3号機とそれぞれ色が異なる。
初号機と同仕様のモデルは「TL-GO-GO」の型番で2002年ファンクラブ限定で30本のみ販売された。カラーはオレンジスパークル、星形インレイ、Fロゴ付きBigsby B5搭載。
- Fender Japan Jazzmaster（キャンディアップルレッド） Tune-o-maticタイプのブリッジ搭載。

### アンプ
- Fender Tone Master

## ディスコグラフィー
- GO!GO!7188の作品はリンク先参照
- チリヌルヲワカの作品はリンク先参照

### 提供曲
- 上野まな
  - 「私になる明日」（作曲） - アルバム『Fairies』収録（2011年7月13日）
- misono
  - 「十人十色」（作曲）- シングル「十人十色」収録（2007年11月14日）
  - 「ギザギザLIFE」（作曲） - シングル「十人十色」収録（2007年11月14日）
- のん
  - 「涙の味、苦い味」（作曲）- ミニアルバム「ベビーフェイス」収録（2019年6月12日）。作詞：ノマアキコ[21]
  - 「やまないガール」（作曲） - ミニアルバム「ベビーフェイス」収録（2019年6月12日）。作詞：ノマアキコ[21]
  - 「ナマイキにスカート」（作曲） - 配信限定シングル（2020年10月3日）。作詞：ノマアキコ[15][16]

### 参加作品
- Suck a Stew Dry
  - 収録曲「GOEMON」（コーラスとして参加） - アルバム『N/A』収録（2016年5月25日）

## 出演

### インターネットラジオ
- ユウのBe-side Your Life!!（2013年4月-、ビーサイの姉妹番組として配信）

### アニメ
- 「イタズラなKiss」（2008年、中部日本放送ほか）[22]